# Olchożemczugow
Olchożemczugow (ros. Ольхожемчугов) – chutor w zachodniej Rosji, w sielsowiecie korowiakowskim rejonu głuszkowskiego w obwodzie kurskim.

## Geografia
Miejscowość położona jest nad Wołfą (dopływ Sejmu), 5,5 km od centrum administracyjnego sielsowietu korowiakowskiego (Korowiakowka), 15 km od centrum administracyjnego rejonu (Głuszkowo), 132 km od Kurska.
W granicach miejscowości znajdują się ulice: Bieriozowskaja, Kołchoznaja, Lesnaja, Razdolnaja, Sowietskaja, Sowchoznaja.

## Demografia
W 2010 r. miejscowość zamieszkiwało 20 osób.